# Quesada
Quesada – miasto w Kostaryce; w prowincji Alajuela; 28 900 mieszkańców (2006). Ośrodek przemysłowy.

## Transport

### Transport drogowy
Przez miasto Queseda przebiegają następujące drogi krajowe:
- Droga krajowa nr 140
- Droga krajowa nr 141
- Droga krajowa nr 748